# 오명록
오명록(吳命祿, 1962년 4월 6일 ~ )은 대한민국의 야구 선수로 KBO 리그의 롯데 자이언츠와 삼성 라이온즈에서 뛰었다.
대학교 1학년 때인 1982년 백호기 전국 야구대회에서 2완봉승을 거두는 등 대학 시절 좋은 활약을 하여 1986년 신인 드래프트에서 롯데 자이언츠의 1차 지명을 받고 입단하였으나 방위병 복무 등  여러 가지 사정 탓인지 롯데에서는 이렇다할 활약(86년 4승 중 3구원승, 87년 5승(4선발승), 88년 6승(모두 선발))을 보이지 못했다.
그 뒤, 1988년 11월 22일 최동원과 본인(오명록) 등 3명(이상 롯데), 김시진 등 4명(이상 삼성)의 맞트레이드를 통해 삼성 유니폼을 입었으나 "(싱싱한 선수를 삼성에 보내는 것은) 장래를 내다보지 못한 처사"란 비난을 받아왔고  1989년 2승(1구원) 3패 2세이브 - 1990년 0승 4패 1세이브에 그친 데다 1989년 8월 18일 대구 빙그레전에서 빈볼  사건 때문에 3게임 출장정지 조치를 받았으며 1990년 시즌 뒤 타자로 변신을 꾀할 계획이었지만  삼성 측에서 발전 가능성이 없다고 판단하여 같은 해 11월 24일 자유계약선수로 풀려 옷을 벗었는데  유연성 부족 탓인지 프로에서 성공하지 못했다.

## 출신학교
- 부산대신초등학교
- 대동중학교
- 경남상업고등학교
- 동아대학교

1. ↑  “大學(대학)최강 高麗(고려),成均館(성균관)에 발목잡혀”. 경향신문. 1982년 7월 14일. 2021년 8월 28일에 확인함.
2. ↑  “패기의 大學(대학)팀에 노련實業(실업)팀 全滅(전멸)”. 경향신문. 1982년 7월 19일. 2021년 8월 28일에 확인함.
3. ↑  박희송 (1988년 11월 2일). “"선수 많아야 이긴다" 球団(구단)들「단일지즌制(제)」非常(비상)”. 조선일보. 2021년 8월 28일에 확인함.
4. ↑  “崔東原(최동원) 삼성移籍(이적) 金始眞(김시진)은 롯데로”. 동아일보. 1988년 11월 23일. 2021년 8월 28일에 확인함.
5. ↑  “柳承安(유승안) 吳命錄(오명록) 제재”. 동아일보. 1989년 8월 21일. 2021년 8월 28일에 확인함.
6. ↑  “金(김)신부·任(임)호균등 방출”. 경향신문. 1990년 11월 26일. 2021년 8월 28일에 확인함.
7. ↑  “變化球(변화구) 자유자재…. 技巧派江陵(기교파강릉)맞아 3振(진)9개 大氣焰(대기염)”. 조선일보. 1980년 6월 20일. 2022년 4월 1일에 확인함.